# Aloe comptonii
Aloe comptonii är en grästrädsväxtart som beskrevs av Gilbert Westacott Reynolds. Aloe comptonii ingår i släktet Aloe och familjen grästrädsväxter. Inga underarter finns listade i Catalogue of Life.